# Odjel za filozofiju Sveučilišta u Zadru
Odjel za filozofiju Sveučilišta u Zadru osnovan je 1961. godine. Izvodi dodiplomski studij filozofije u okviru dvopredmetnih studija.
V.d. pročelnika odjela (u listopadu 2007.) je Borislav Dadić.
Na Odjelu su zaposleni jedan redovni profesor (Mirko Jakić), dva izvanredna (Jure Zovko i Dušan Travar), dva docenta (Borislav Dadić i Iris Tičac, jedan asistent (Slavko Brkić), te dva znanstvena novaka. 

## Vanjske poveznice
- Službene stranice Odjela  Arhivirana inačica izvorne stranice od 18. listopada 2007. (Wayback Machine)